# Orchomenyx macronyx
Orchomenyx macronyx is een vlokreeftensoort uit de familie van de Lysianassidae. De wetenschappelijke naam van de soort is voor het eerst geldig gepubliceerd in 1905 door Chevreux.